# Bentley Continental GT
Bentley Continental GT/GTC — купе (GT) и кабриолет (GTC) класса люкс, производимые британской компанией Bentley с 2003 года.
Издревле в Британии среди отпрысков богатых аристократических семей существовала традиция совершать большие туры по континентальной Европе. Со временем, для этого был создан специальный класс автомобилей, Гран туризмо, сочетавших в себе динамику и комфорт, и способных без труда преодолевать на высокой скорости даже самые большие расстояния. Появившийся в начале XXI века двухдверный Bentley Contitnental, обновил идею Гран туризмо, выведя её на новый, современный технический уровень.
Continental GT, представленный в 2003 году был первым автомобилем, разработанным с чистого листа после того как компания Bentley вошла в состав концерна Volkswagen. Купе и кабриолет оснащались W-образным двенадцатицилиндровым двигателем и демонстрировали выдающиеся скорость, мощь и комфорт. Далее последовали ещё более быстрые спортивные модели Speed, а в 2009 году появился Continental Supersports, экстремальный автомобиль, вызывавший захватывающие ощущения от вождения.
В 2010 году Continental GT был переработан, и, теперь, предлагался с V-образным восьмицилинровым двигателем, наряду с мотором W12. Оба двигателя стали более эффективными, благодаря применению новых технических решений, таких, как отключение части цилиндров. Это позволило повысить топливную экономичность, снизить вредные выбросы, всё это не в ущерб динамике автомобиля, который, при необходимости, выдавал всю свою мощь.
Поступивший в продажу в 2018 году Continental GT третьего поколения имел полностью новый кузов, грамотное сочетание различных материалов в котором позволили снизить вес, сохранив жёсткость и прочность. Все внешние панели автомобиля сделаны из алюминия особым методом горячей формовки, а в пластиковой крышке багажника особой формы скрытно разместились все антенны.

## Первое поколение (2003—2010)

### Continental GT

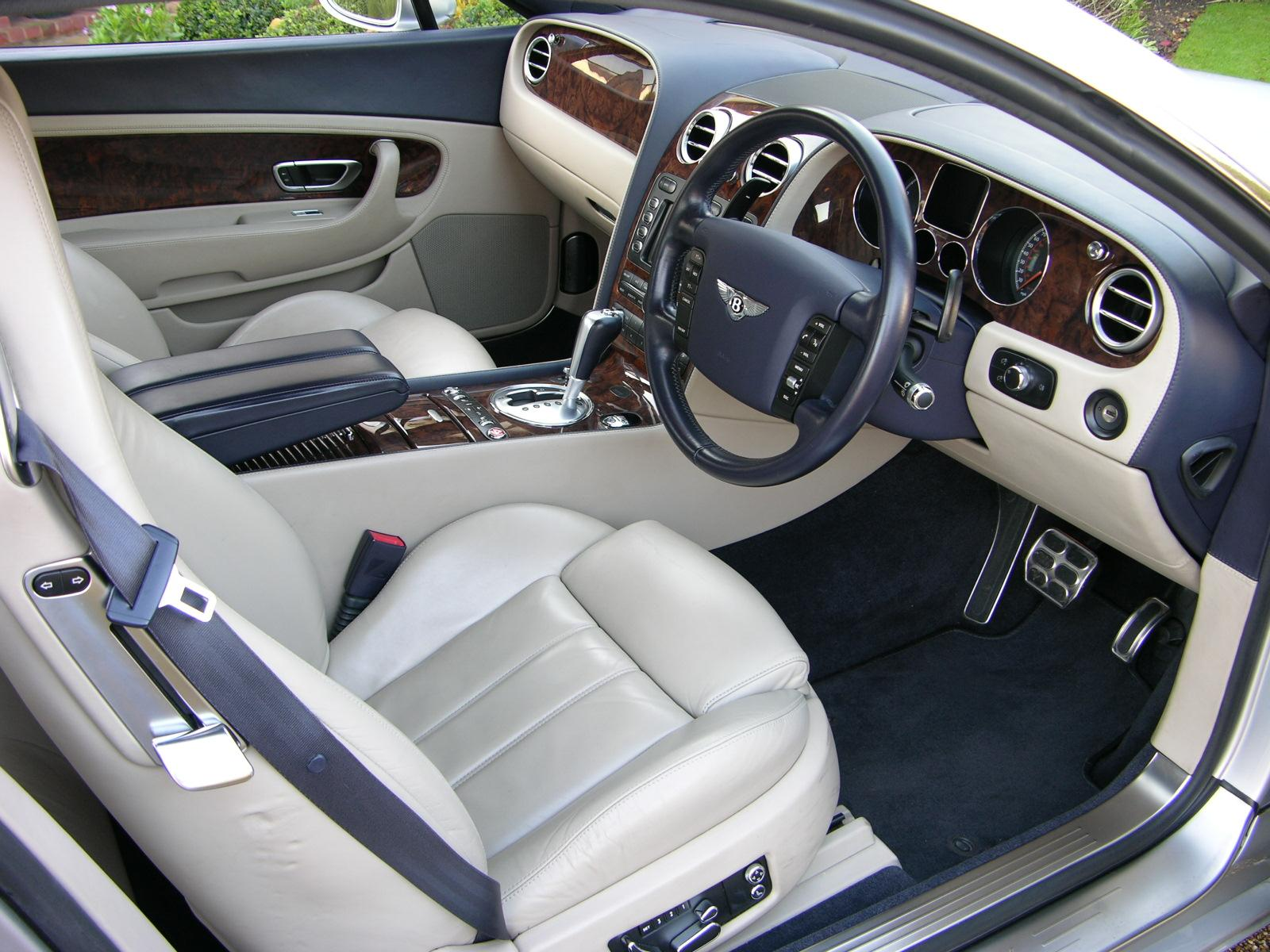
Салон Bentley Continental GT

Представленное в 2003 году купе Continental GT было автомобилем, в котором легко угадывался генетический код всех предыдущих моделей Bentley. Передовые технологии упакованы в элегантный и мускулистой кузов, а динамические способности обеспечивал шестилитровый с двумя турбокомпрессорами W-образный двенадцатицилиндровый двигатель разработанный и настроенный специалистами компании.
В салоне царила сбалансированные роскошь и комфорт. Большое пространство заполнено панелями с отделкой шпоном из лучших сортов дерева и обивкой из безупречной натуральной кожи. Традиционно, каждый автомобиль собирался и отделывался вручную, индивидуально для конкретного владельца.
560 л.с. разгоняли автомобиль до 60 миль в час (96,5 км/ч) за 4,7 секунды, позволяя достичь максимальной скорости более чем в 300 км/ч. Шестиступенчатая автоматическая трансмиссия и полный привод обеспечивали уверенное и точное управление автомобилем в любых дорожных условиях.

### Continental GTC

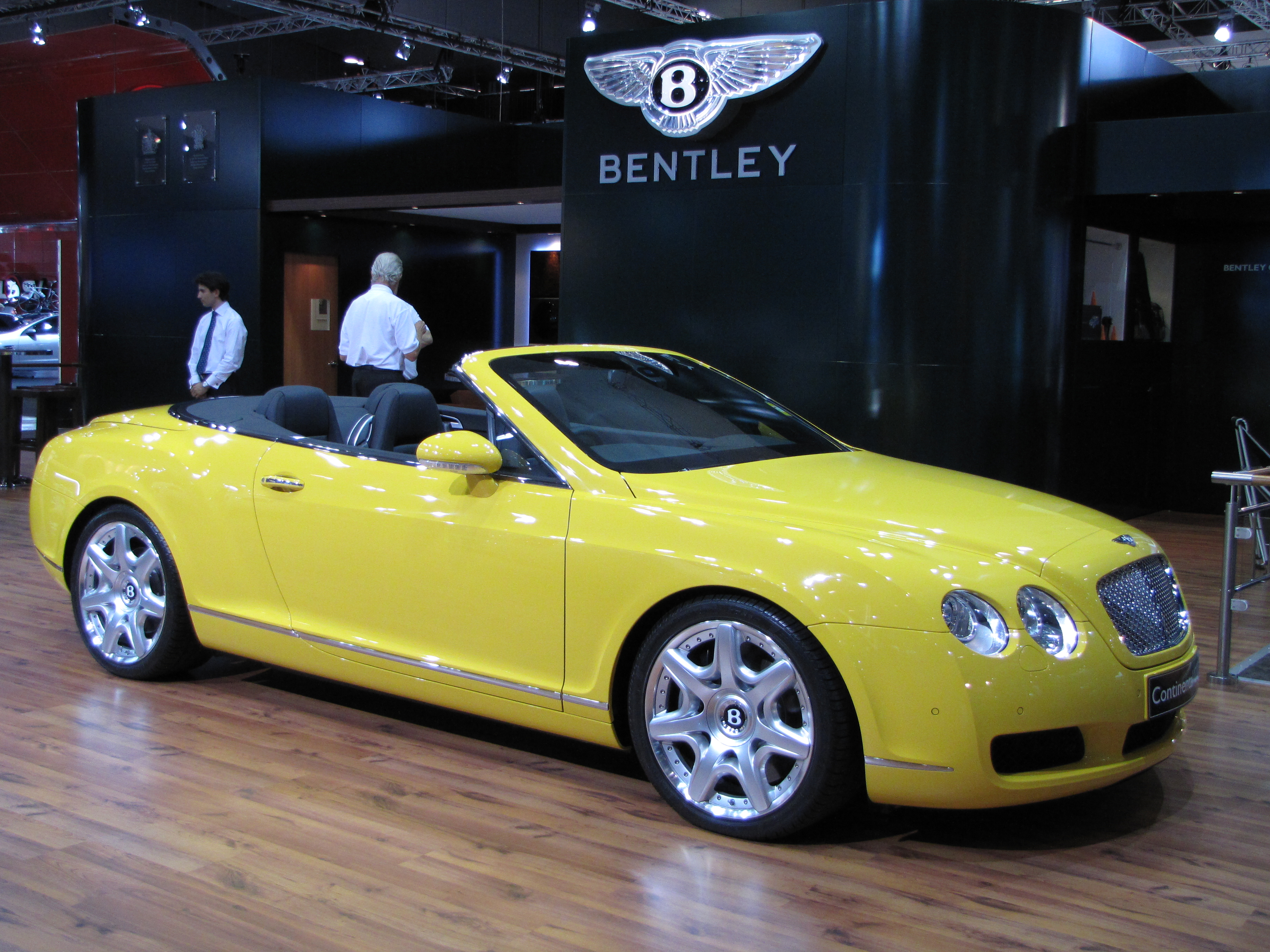
Bentley Continental GTC

Впервые показанный в 2005 году открытый Continental GTC имел хорошо сформированный силуэт, который отсылал к отличительным чертам исторических кабриолетов Bentley. Он пропорционален и создан с традиционным мастерством в сочетании с современными технологиями.
Серьёзно усиленный кузов, такой же жёсткий как у купе, а весил всего на 150 килограммов больше. Следующей задачей разработчиков открытого автомобиля было создание как можно более элегантного верха, который, в то же время, должен был помещаться в небольшом пространстве позади задних сидений. Автоматически складывающаяся всего за 25 секунд семислойная мягкая крыша стала результатом этой работы. Хорошие способности по шумоизоляции этого «сандвича», тем не менее, оставили его достаточно тонким. Изнутри крыша отделывалась высококачественной тканью, подобной той, что применялась на кабриолетах Bentley прошлых лет.
Сердцем автомобиля был тот же 6-литровый двенадцатицилиндровый двигатель с турбонаддувом, обеспечивающий всю необходимую мощь.

### Continental GT Speed

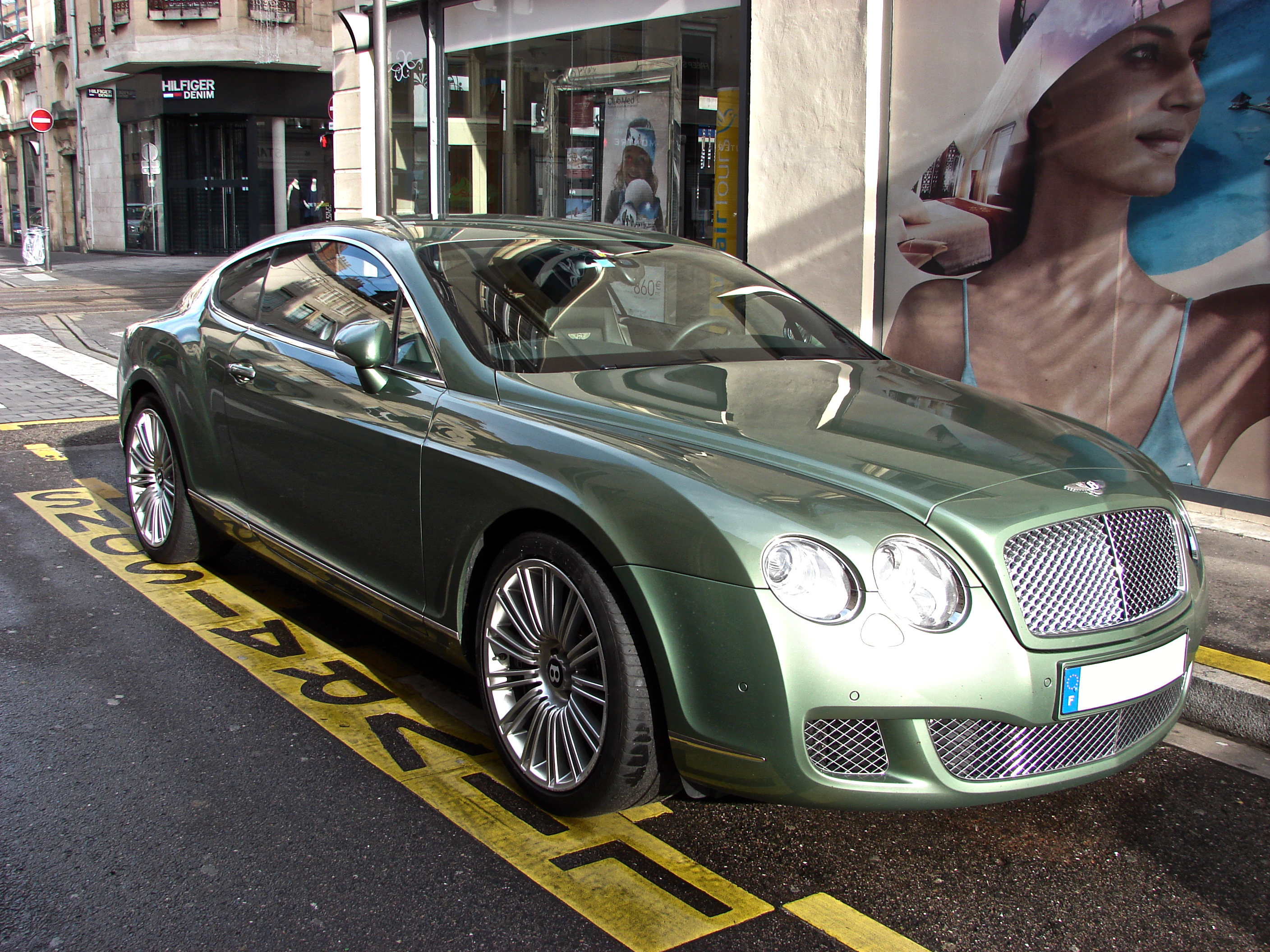
Bentley Continental GT Speed

Купе Continental GT Speed — более мощный член команды Continental первого поколения, был предназначен ценителям быстрой, хорошо управляемой езды. Вдохновлённые наследием спортивных автомобилей Speed 1920-х годов, инженеры создали скоростной, с острым рулевым, заниженной и настроенной подвеской автомобиль, несущий в себе чистокровную родословную Bentley. Заключённая в нём сила не ставила под угрозу простор в салоне, а отточенная управляемость не противоречила комфорту. Ремесленное мастерство в сочетании с современными технологиями формировали ту самую легендарную роскошь, традиционно присущую автомобилям компании.
За счёт снижения внутреннего трения, применения более лёгких деталей и оптимизации программного управления, мощность двигателя возросла на 9%, а крутящий момент — на 15%. 610-сильный двигатель разгонял этот автомобиль до 60 миль в час (96,5 км/ч) всего за 4,3 секунды, а его максимальная скорость достигала 326 км/ч. Широкие 20-дюймовые колёса со специальными шинами Pirelli, заказные карбоновые тормоза, а также специальные режимы работы трансмиссии позволяли удерживать в необходимых рамках всю эту мощь.

### Continental GTC Speed

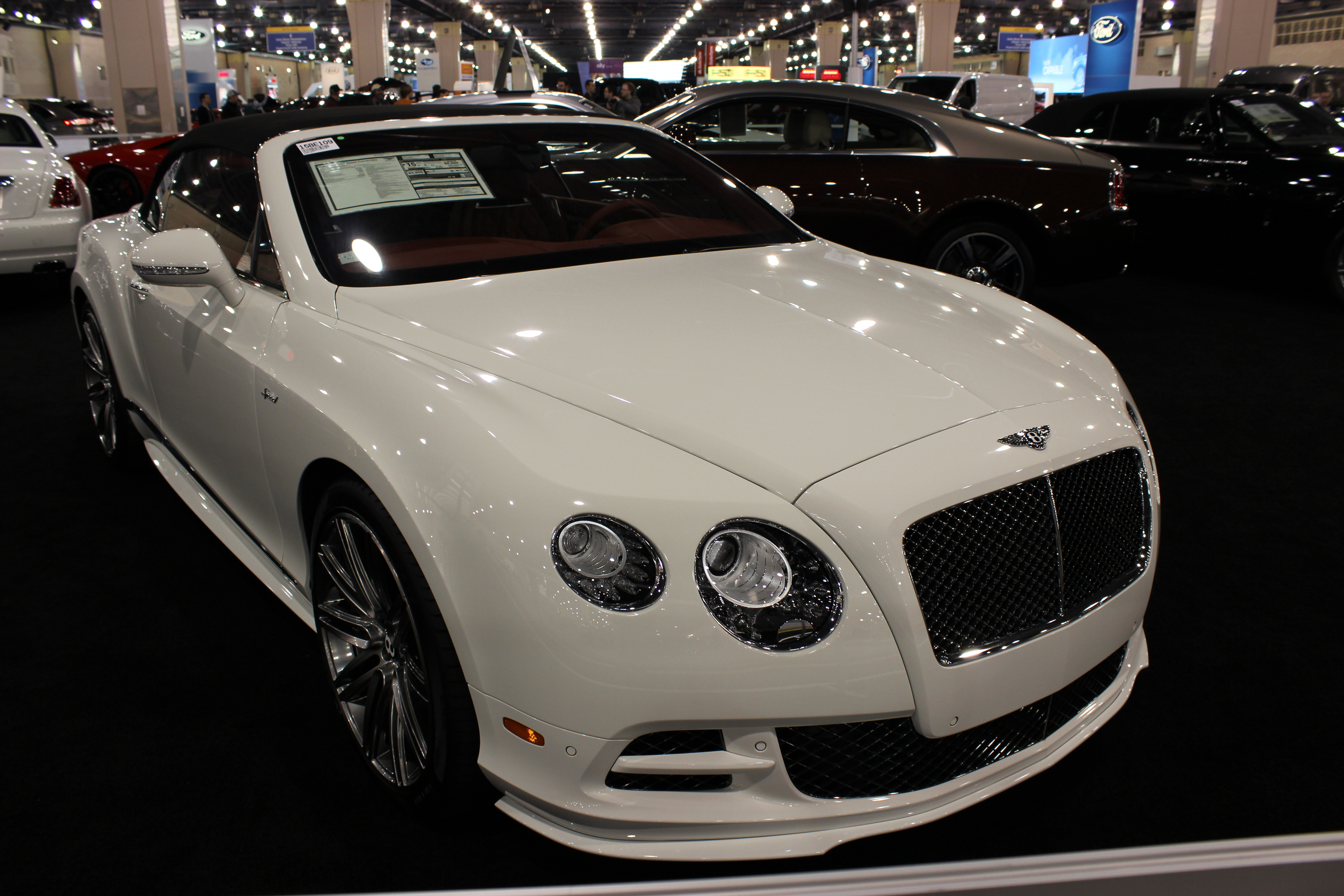
Bentley Continental GTC Speed

Представленный в 2009 году кабриолет Continental GTC Speed родился с тем же «сердцем», что и купе, но с другой, более спортивной «душой». Он отличался тёмной хромированной решёткой радиатора, большими 20-дюймовыми колёсами со множеством спиц и спортивными, с насечками, наконечниками выхлопных труб.
В салоне же царствовал мир контрастов: кожаные сиденья с ромбовидной прострочкой соседствовали с хромированным рычагом управления трансмиссией и трёхспицевым кожаным рулём с алюминиевыми вставками. Стоило только опустить крышу и нажать спортивную с отверстиями педаль газа и можно полностью насладиться всеми ощущениями от быстрой езды. Заниженный дорожный просвет и перенастроенная система стабилизации давали новые ощущения от вождения. Юркость автомобиля сочеталась с улучшенным контролем, а превосходная динамика — с отличным сцеплением шин с дорогой. Новый задний спойлер улучшал аэродинамику, а настроенная выхлопная система наполняла уши богатым спортивным звуком.
Этот скоростной автомобиль был способен разгоняться до 322 км/ч при поднятой крыше и до 312 км/ч с открытым всем ветрам салоном. А новая система адаптивного круиз-контроля с радаром обеспечивала безопасное движение модели даже на высокой скорости.

### Continental Series 51

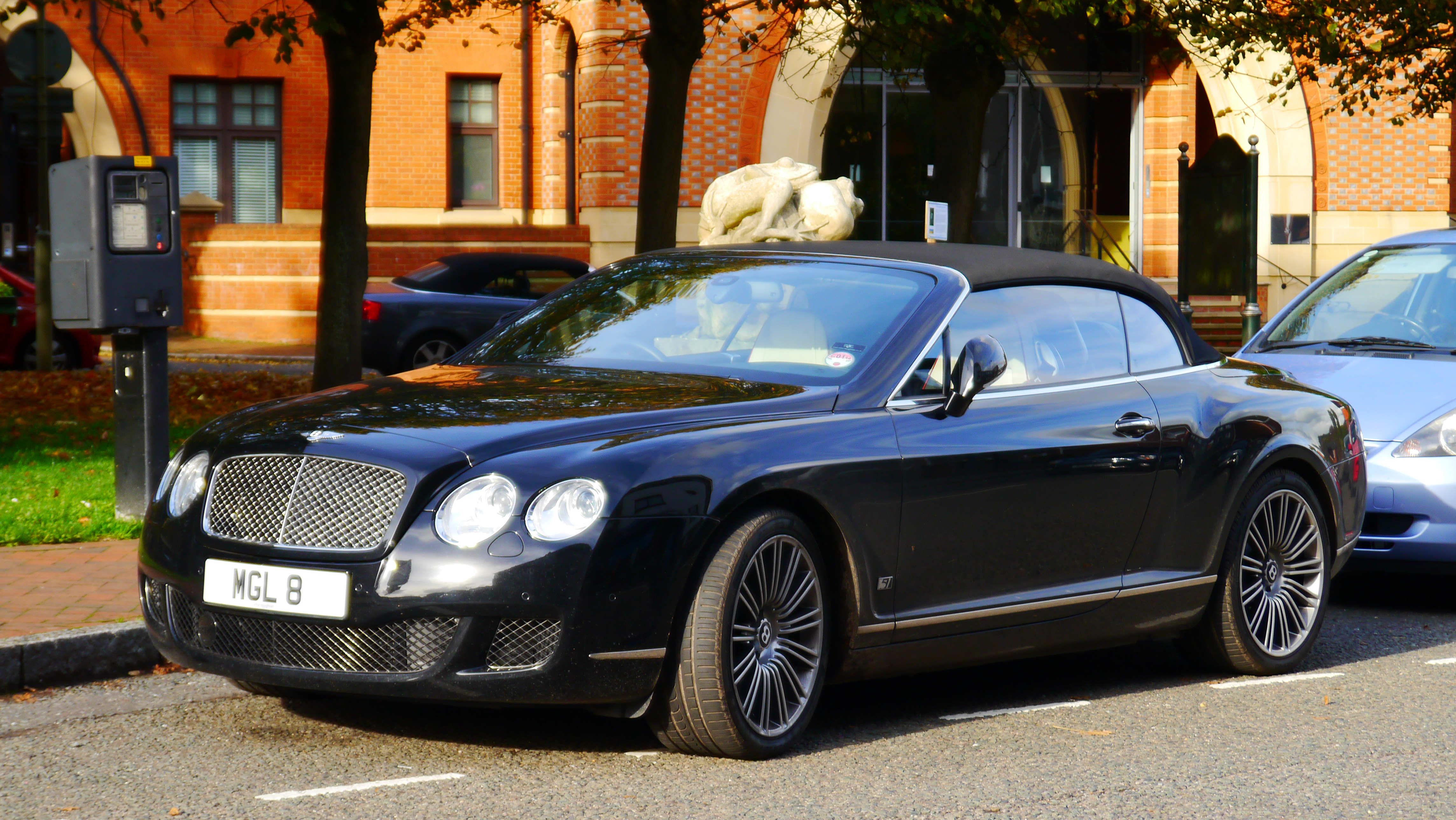
Bentley Continental GTC Series 51

Автомобили Series 51 так названы по году, в котором английским дизайнером Джоном Блатчли был официально основан центр стиля Bentley в Кру. Под его руководством был создан первый оригинальный Continental 1950-х годов.
Каждый автомобиль серии отличался ярко выраженной цветовой палитрой интерьера и уникальными элементами экстерьера, что еще больше подчеркивало мощь и спортивность Continental GT. Специально разработанная трёхцветная отделка, особое оформление передней панели и центральной консоли, контрастные тёмные и яркие алюминиевые и, из предназначенной только для этого автомобиля фанеры, вставки украшали салон. 20-дюймовые колёса из полированного алюминия с четырнадцатью спицами и надписи «51» выделяли эту модель при взгляде снаружи.
Continental Series 51 был доступен как в виде закрытого купе, так и открытого кабриолета.

### Continental Supersports

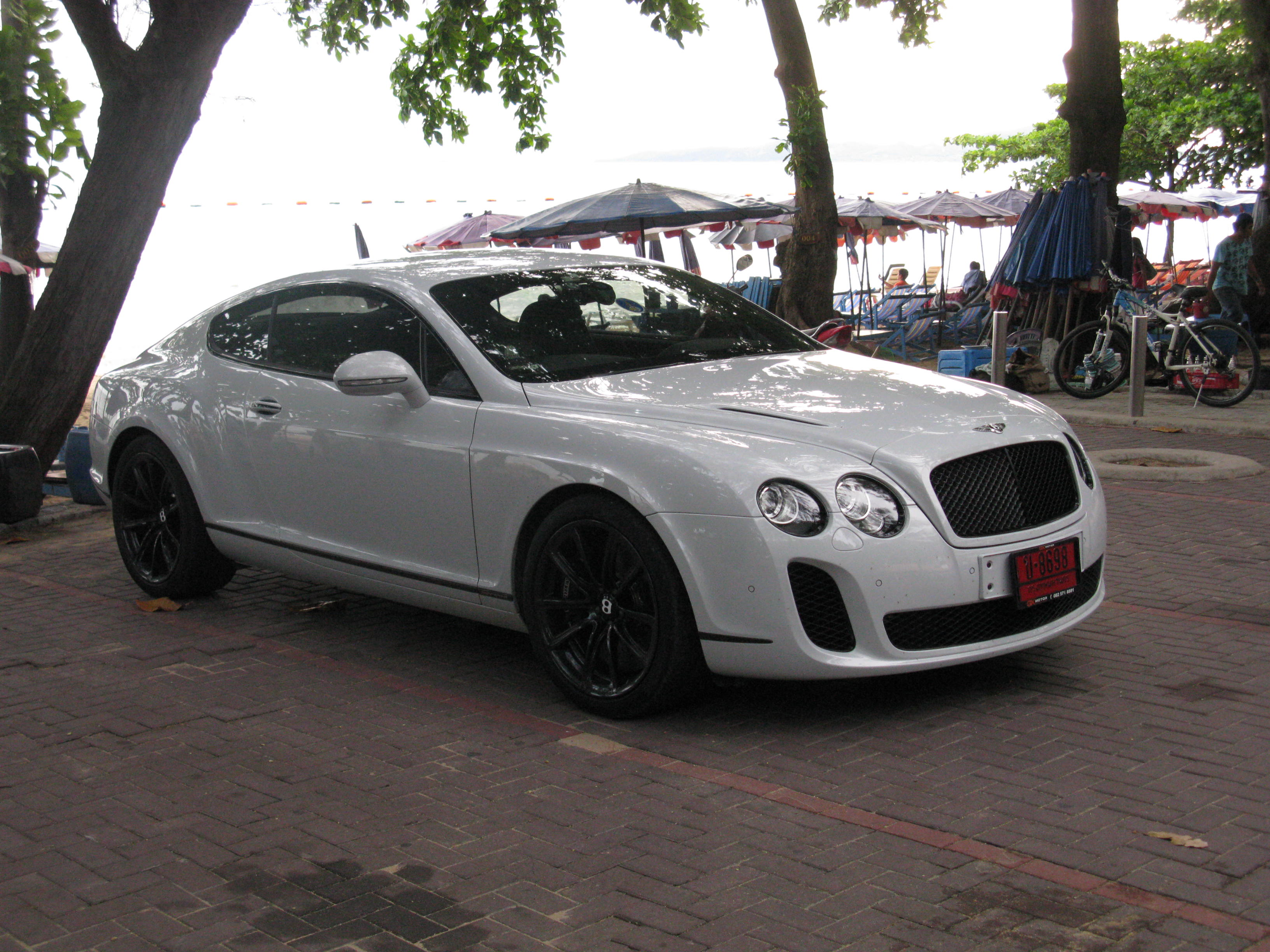
Bentley Continental Supersports

Название модели Supersports отсылало к культовому гоночному 3-литровому Bentley 1925 года. Всё в ней было сделано с единственной цель — обеспечить захватывающее водителя желание управлять этим автомобилем.
Более агрессивный, заниженный автомобиль не просто привлекал внимание своими внешними изменениями, они также играли важную техническую роль. Усовершенствованный двигатель, выдал впечатляющие 630 л.с. в том числе и за счёт увеличенных на 10% воздухозаборников, доставлявших больше воздуха в промежуточные охладители турбокомпрессоров. Колёса со специальной формы десятью спицами направляли дополнительный поток воздуха на самые большие из применяемых на серийных автомобилях углепластиковые тормозные диски.
Это двухместное купе (можно было также заказать и четырёхместный вариант Comfort Seat), самый быстрый из когда-либо созданных автомобилей Bentley, разгонялось до 60 миль в час (96,5 км/ч) за 3,7 секунды и развивало максимальную скорость 329 км/ч. Для того, чтобы достигнуть столь выдающихся показателей, была существенно переработана трансмиссия, передачи в ней стали переключаться в два раза быстрее. Кроме того, серьёзные усилия были предприняты для снижения веса автомобиля, который был уменьшен на 110 килограммов, по сравнению с GT Speed.

### Continental Supersports Convertible

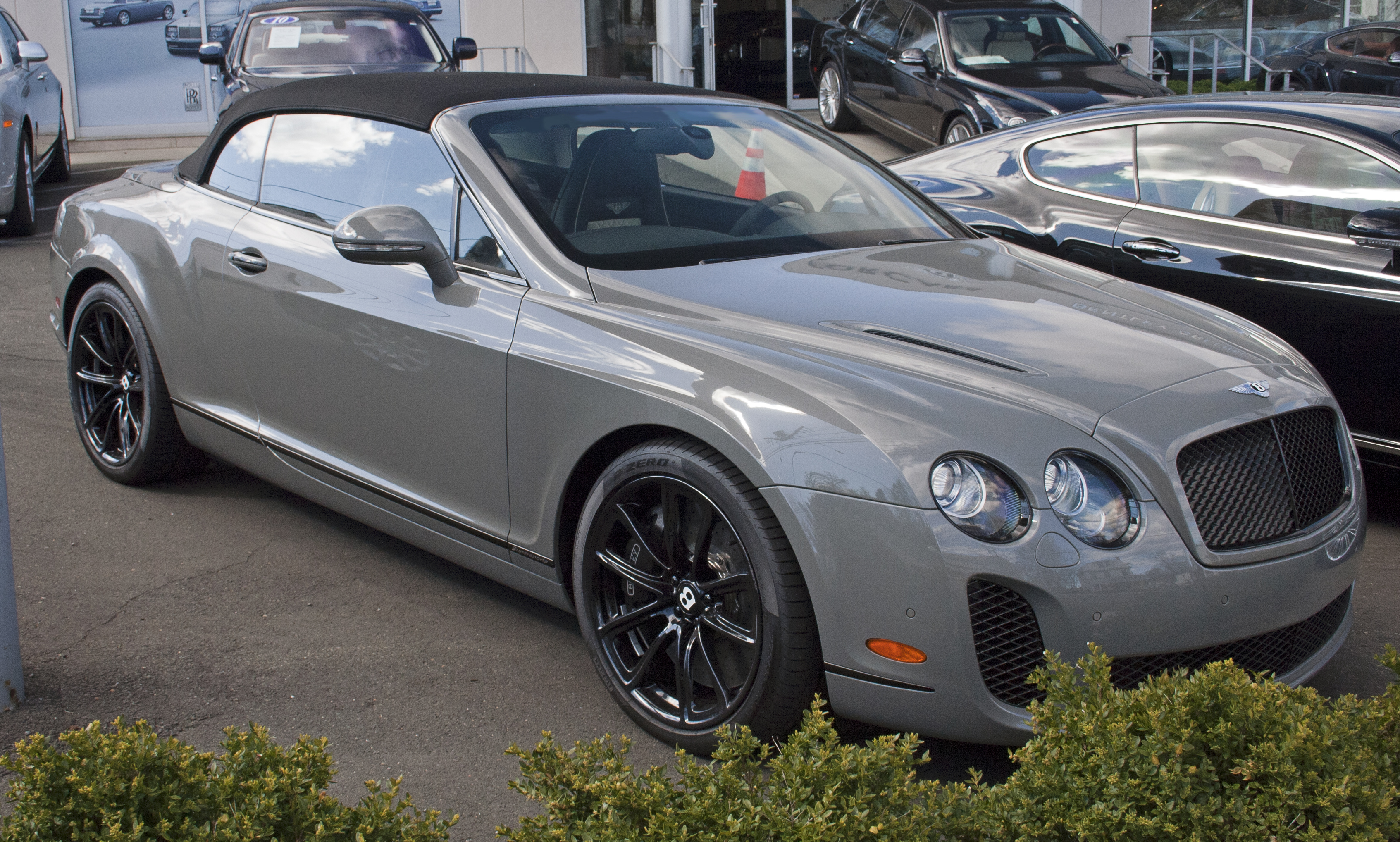
Bentley Continental Supersports Convertible

Открытый Supersports Convertible был представлен в 2010 году. С тем же 630-сильным W12 двигателем с двумя турбокомпрессорами, что и у купе, Supersports Convertible был самым быстрым кабриолетом, когда-либо производимым компанией. Более того, он был самым скоростным четырёхместным открытым автомобилем своего времени. Меньший вес и возросшая мощность сократили время разгона автомобиля до 60 миль в час (96,5 км/ч) до 4 секунд.

### Continental Supersports Convertible ISR Edition

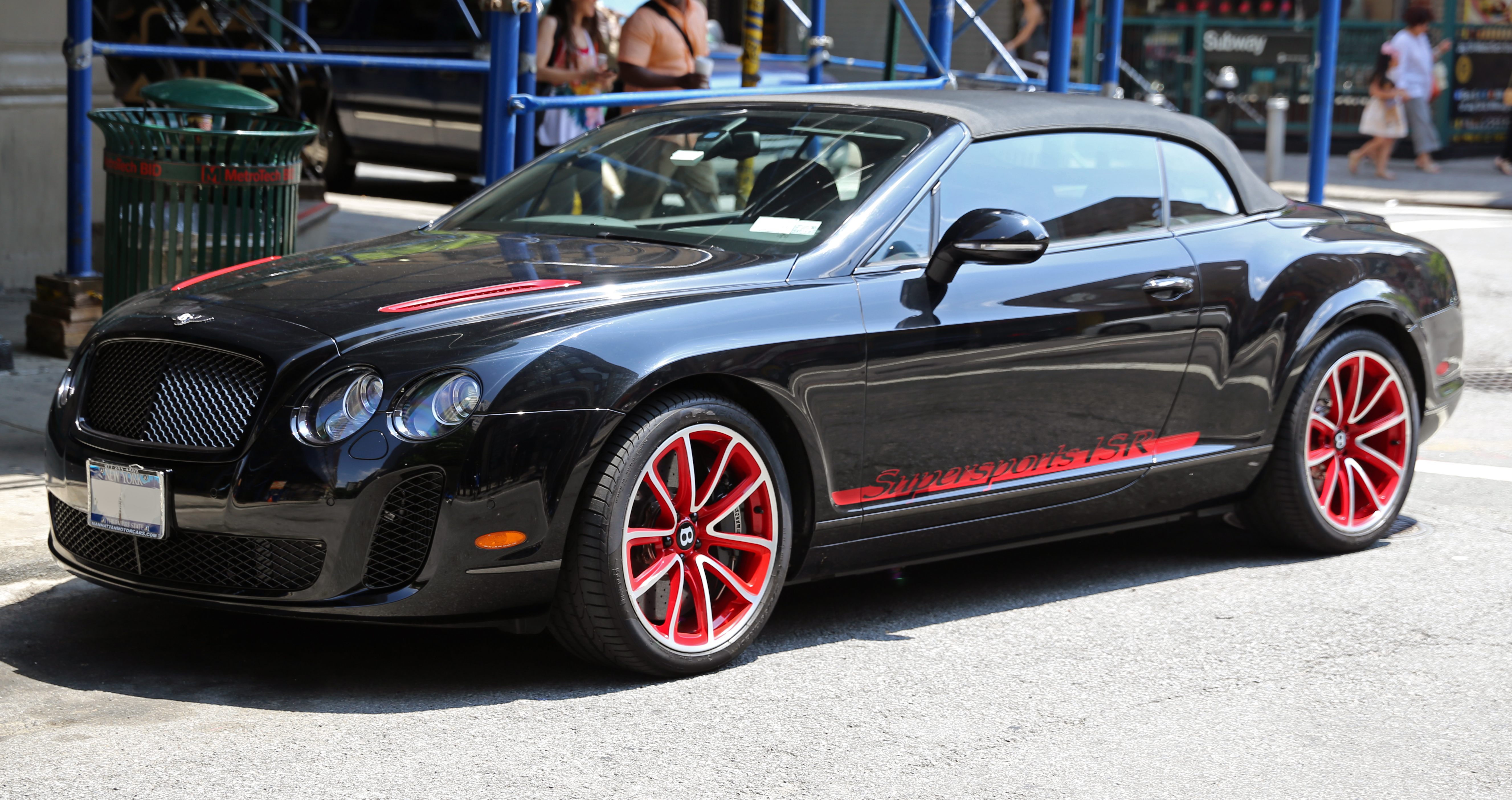
Bentley Continental Supersports Convertible ISR Edition

Ограниченная серия открытых автомобилей Continental Supersports ISR была выпущена для того, чтобы отпраздновать новый рекорд скорости, который установил 10 февраля 2011 года четырёхкратный чемпион мира ралли Юха Канккунен на льду Ботнического залива в Финляндии. Полноприводный Supersports Convertible достиг 205,48 км/ч на специально созданном треке длиной 16,5 километров на замёрзшей поверхности Балтийского моря.
Автомобиль для установления рекорда готовила собственная команда Юха Канккунена при поддержке инженеров Bentley. Изменения были минимальными: вваренный каркас безопасности, специальные зимние шины Pirelli и встроенный в задний бампер тормозной парашют. Дополнительные передние и задние спойлеры обеспечивали стабильность движения на высокой скорости. Для подтверждения экологической чистоты производимых компанией автомобилей, гоночный экземпляр был заправлен биотопливом E85.
Всего было изготовлено 100 автомобилей Supersports Convertible ISR Edition. Они оснащались форсированным до 640 л.с. двигателем, разгонявшим модель до 60 мил в час (96,5 км/ч) за 3,8 секунды.

### Continental GTZ

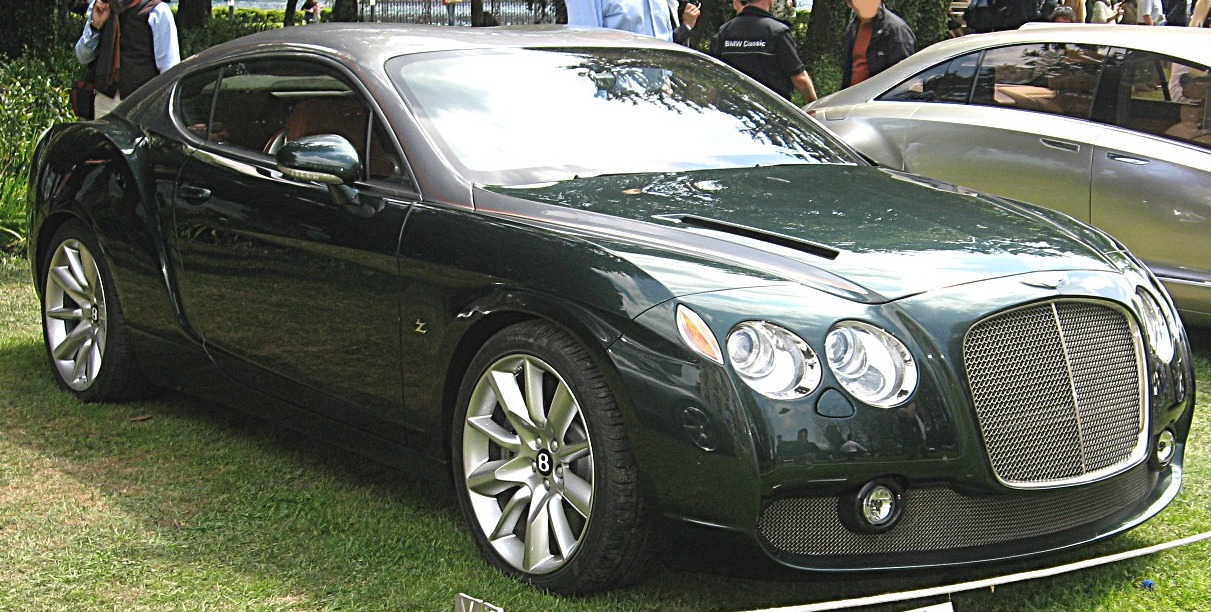
Bentley Continental GTZ

Модель GTZ стала первым опытом сотрудничества компании с кузовной мастерской Zagato. Она подчёркивала богатую историю автомобилей Bentley с кузовами сторонних фирм и, в то же время, показывала новый современный и передовой дизайн. Он прекрасно сочетал в себе типичные элементы кузовов Bentley и Zagato. Созданный на базе GT и сохранивший его пропорции автомобиль имел полностью оригинальными все панели кузова. Увеличенная решетка радиатора вместе с фирменной с изломом крышей Zagato, придавали ему более мужественный вид.
Внутри были внесены лишь незначительные изменения в стилистику и без того роскошного интерьера, например фирменные «Z», вышитые на сиденьях. Вся остальная часть интерьера осталась заполненной изысканной кожей, шпоном и алюминием.
Всего было изготовлено девять таких автомобилей.

## Второе поколение (2010—2018)

### Continental GT

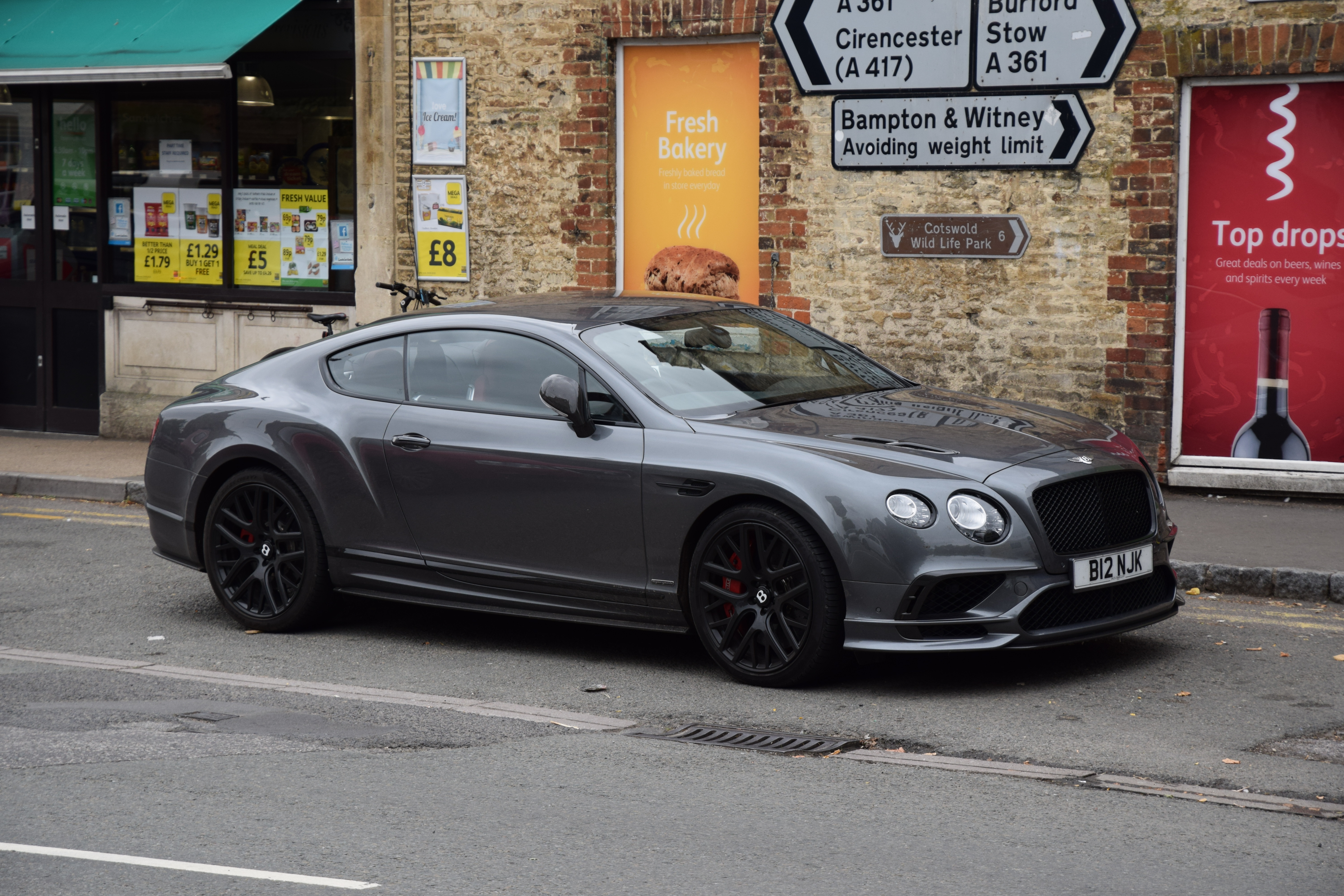
Bentley Continental GT после обновления

Автомобили GT второго поколения, купе и кабриолет, оснащались более мощным 575-сильным W-образным двигателем. Их гладко сформированный с чёткими линиями кузов был дополнен такими новшествами, как алюминиевые передние крылья и капот, новые оригинальные фары со светодиодными дневными ходовыми огнями, вертикально установленная решётка радиатора и, выполненная в виде подковы задняя часть кузова.
В салоне передняя панель, подобная крыльям летящей эмблемы Bentley, была отделанной кожей премиум класса. Передние сиденья в стиле «кобра», имели встроенную систему вентиляции и массажа. Их изменённая конструкция немного добавила места задним пассажирам.
Кабриолет стал предлагать четыре полноценных места, а мягкий складывающийся верх его был дополнен шумопоглощающим задним стеклом и новыми материалами в обивке.
В начале 2015 года все модели серии были обновлены. Новые автомобили легко отличить по стилизованным в виде буквы «B» вентиляционным отверстиям на передних крыльях. Двигатель W12 получил систему отключения части цилиндров: при неполном нажатии педали газа работали только шесть из двенадцати. Такое решение улучшало топливную экономичность, сокращало вредные выбросы, не ставя под угрозу мощность, которая была увеличена до 590 л.с. В такой конфигурации купе разгонялось до 60 миль в час (96,5 км/ч) за 4,3 секунды, кабриолет был на десятку (4,4 с) медленнее.

### Continental GT V8

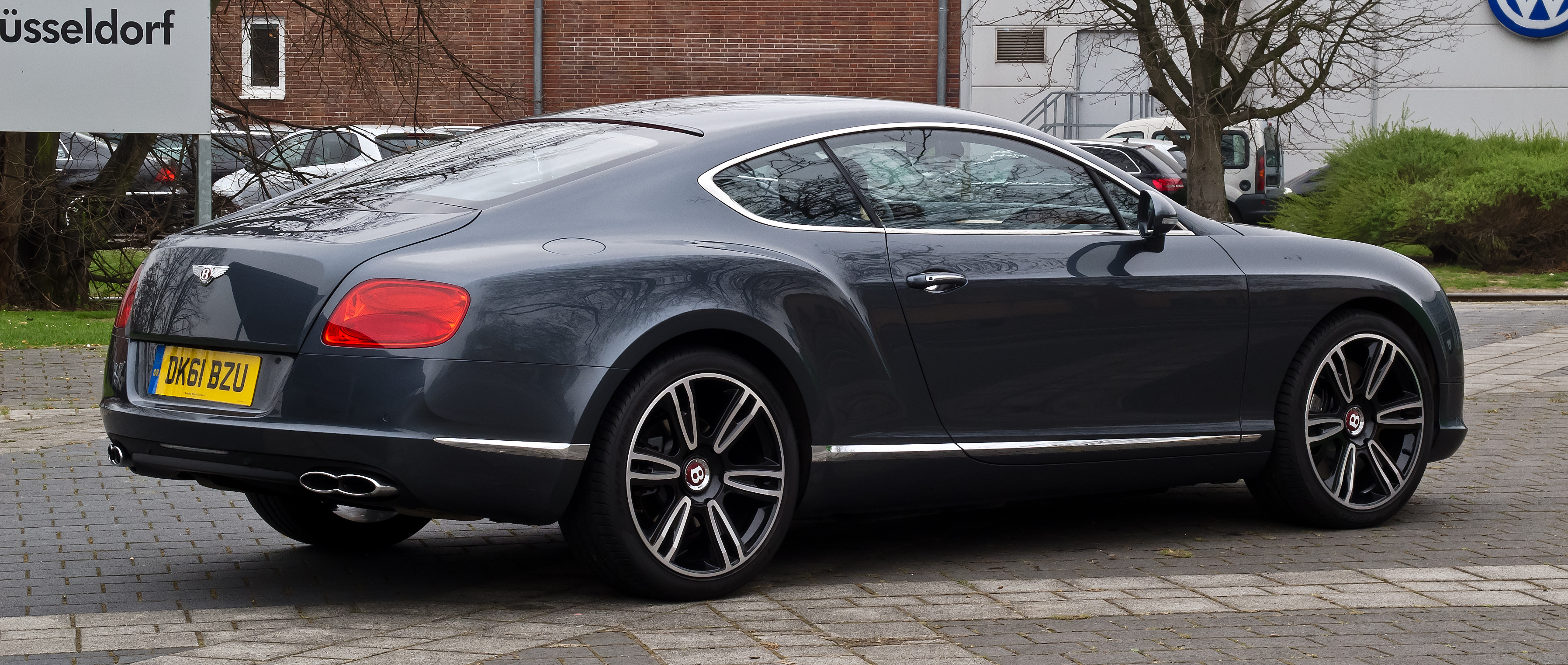
Bentley Continental GT V8

Предназначенные для тех, кто предпочитал «рык» знаменитого восьмицилиндрового двигателя Bentley, модели GT V8 были представлены в 2012 году на автосалоне в Детройте. Их можно узнать по красному фону крылатой «B» в эмблеме, размещённой на капоте, крышке багажника и колёсах, а также сдвоенным наконечниками выхлопных труб, выполненным в виде восьмёрки.
Купе и кабриолет были первыми автомобилями компании, оснащёнными двигателем с системой отключения части цилиндров, которая одновременно повышала эффективность использования топлива, и обеспечивала всю необходимую мощь. Четырёхлитровый двигатель с двумя турбинами мощностью 500 л.с. разгонял купе до 60 миль в час (96,5 км/ч) за 4,6 секунды, обеспечивая ему максимальную скорость в 303 км/ч. Кабриолет разгонялся на 0,1 секунду медленнее (4,7 с) и достигал максимальной скорости 301 км/ч.

### Continental GT Speed

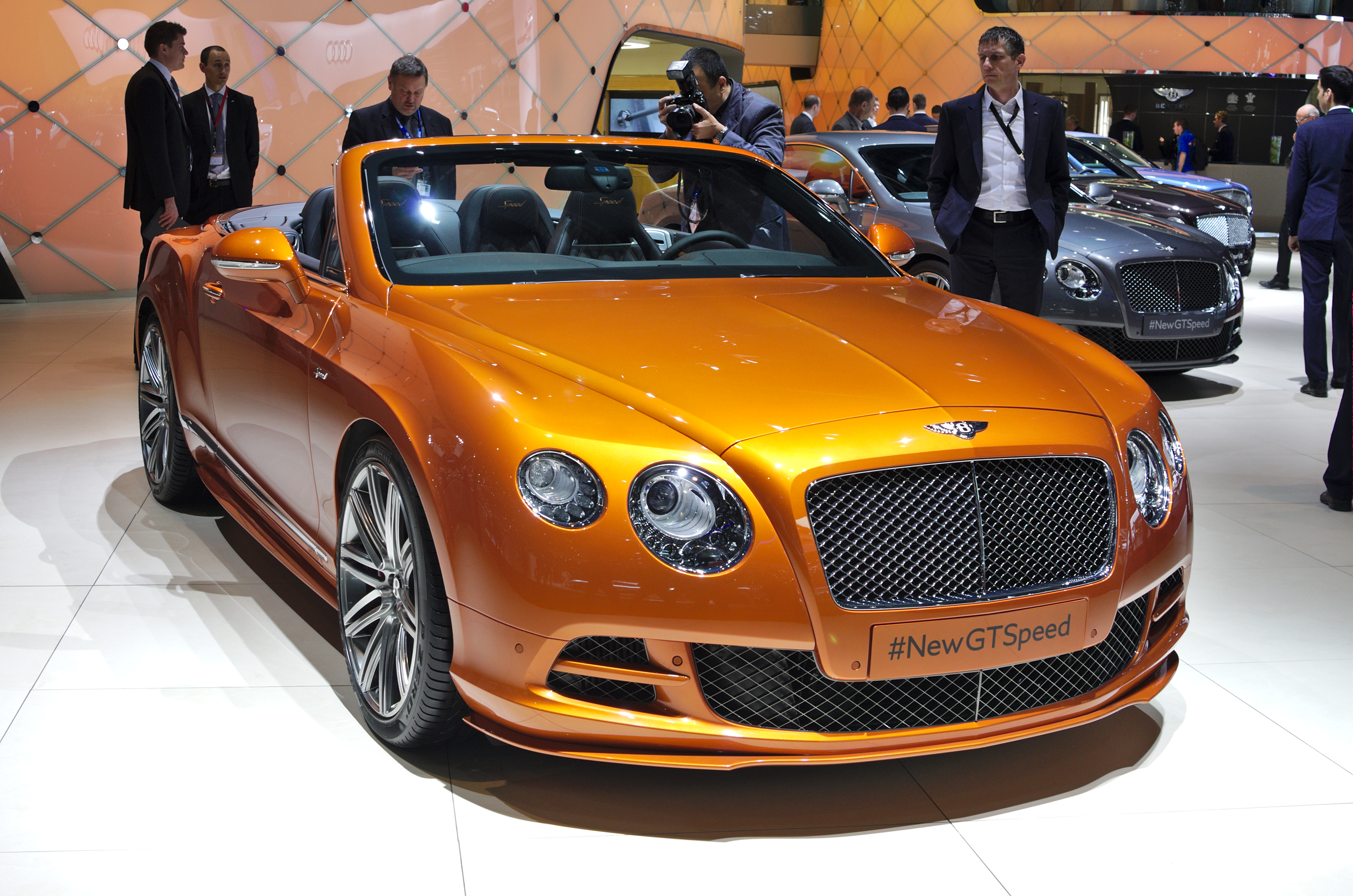
Bentley Continental GT Speed Convertible

Модели GT Speed были разработаны с требуемым балансом между роскошью и удовольствием от управления. Инженеры компании доработали ходовую, опустив автомобиль на 10 миллиметров, и заложили в него спортивные повадки. Стандартно оснащенные в соответствии с Mulliner Driving Specification, модели имели простёганные кожаные сиденья с изображением крылатой «B» на подголовнике, педали из лёгкого сплава с отверстиями, спортивный рычаг управления трансмиссией и, оформленную в стиле старинных автомобилей Bentley, крышку горловины бензобака.
Открытый GT Speed Convertible был, на тот момент, самым быстрым в мире четырёхместным кабриолетом, максимальная скорость которого достигала 325 км/ч. Его четырёхслойная крыша обеспечивала высочайший уровень комфорта и звуковую непроницаемость. Прошедшая самые тщательные испытания в различных условиях, она не только не пропускала ни единой капли дождя, но и сохраняла комфортную температуру в салоне, исключая любой сквозняк, даже в самые холодные дни.
Первоначально модели оснащались 625-сильной версией двигателя W12, позже мощность мотора была увеличена до 635 л.с. А на, появившийся весной 2016 года, версии Black Edition был установлен двигатель мощностью 642 л.с. Такое купе разгонялось до 60 миль в час (96,5 км/ч) за 3,9 секунды и достигало максимальной скорости в 331 км/ч. Для кабриолета эти цифры составляли 4 секунды и 328 км/ч.

### Continental GT V8 S

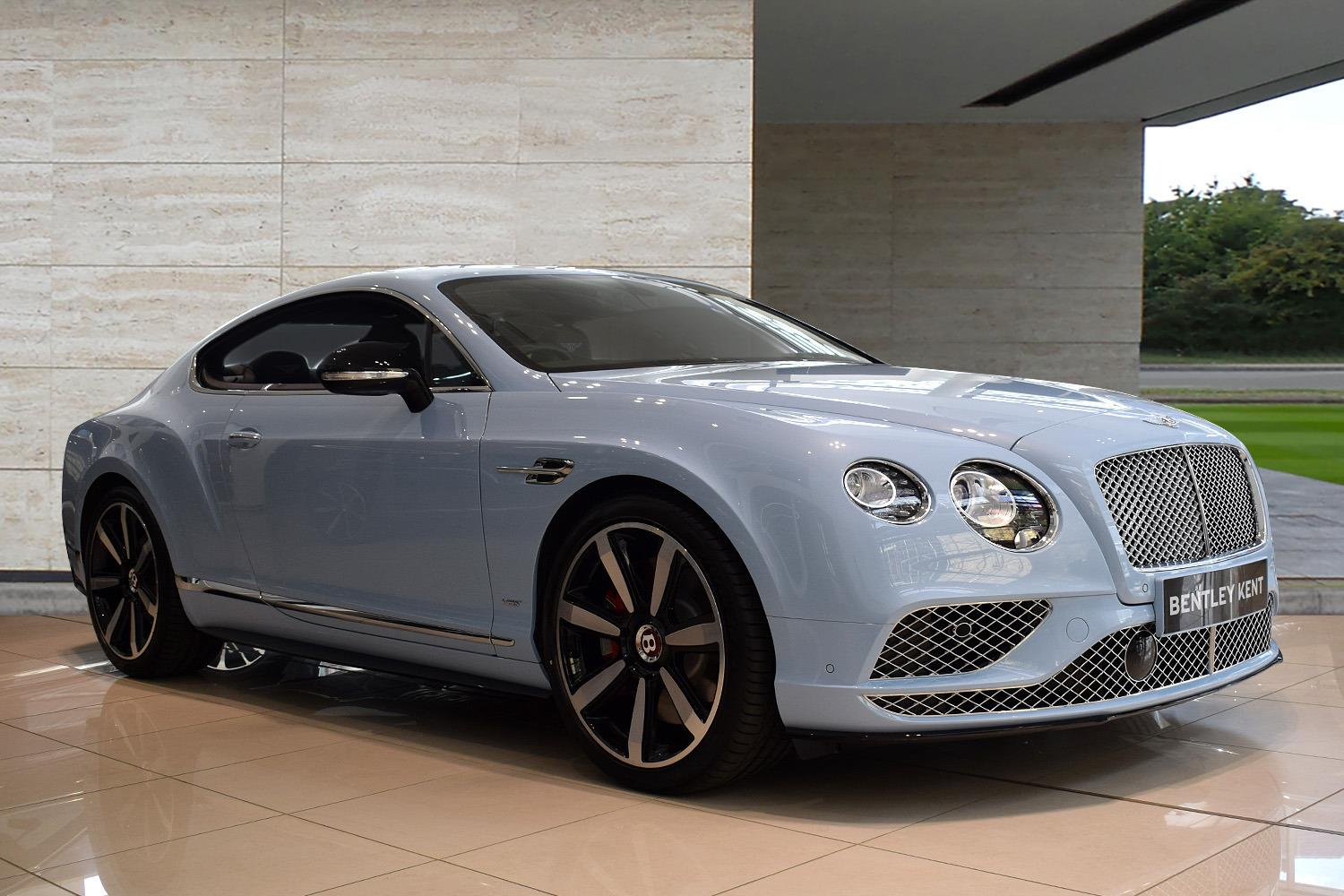
Bentley Continental GT V8 S

Представленные в 2013 году модели GT V8 S были более ориентированными на ходовые качества версиями стандартных GT V8. Заниженная спортивная подвеска, перенастроенные амортизаторы и жёсткие стабилизаторы поперечной устойчивости позволили быстрее проходить повороты, а перекалиброванное рулевое управление улучшило обратную связь и ощущения от управления автомобилем. Новый аэродинамический обвес делал модель более обтекаемой, снижал подъёмную силу на задней оси и в целом повышал устойчивость движения на высокой скорости. Всё это дополняла глянцевая решетка радиатора, новые 20-дюймовые колёса, сквозь которые были видны окрашенные в красный цвет тормозные механизмы.
Купе и кабриолет оснащались форсированным до почти 530 л.с. двигателем V8. В результате, купе разгонялось до скорости 60 миль в час (96,5 км/ч) за 4,3 секунды, а кабриолет за 4,5, оба развивая максимальную скорость более 300 км/ч. Улучшенная динамика была достигнута без ущерба экономичности. Высокоэффективный двигатель с системой отключения части цилиндров позволял проехать на одной заправке более 800 километров.

### Continental GT3-R

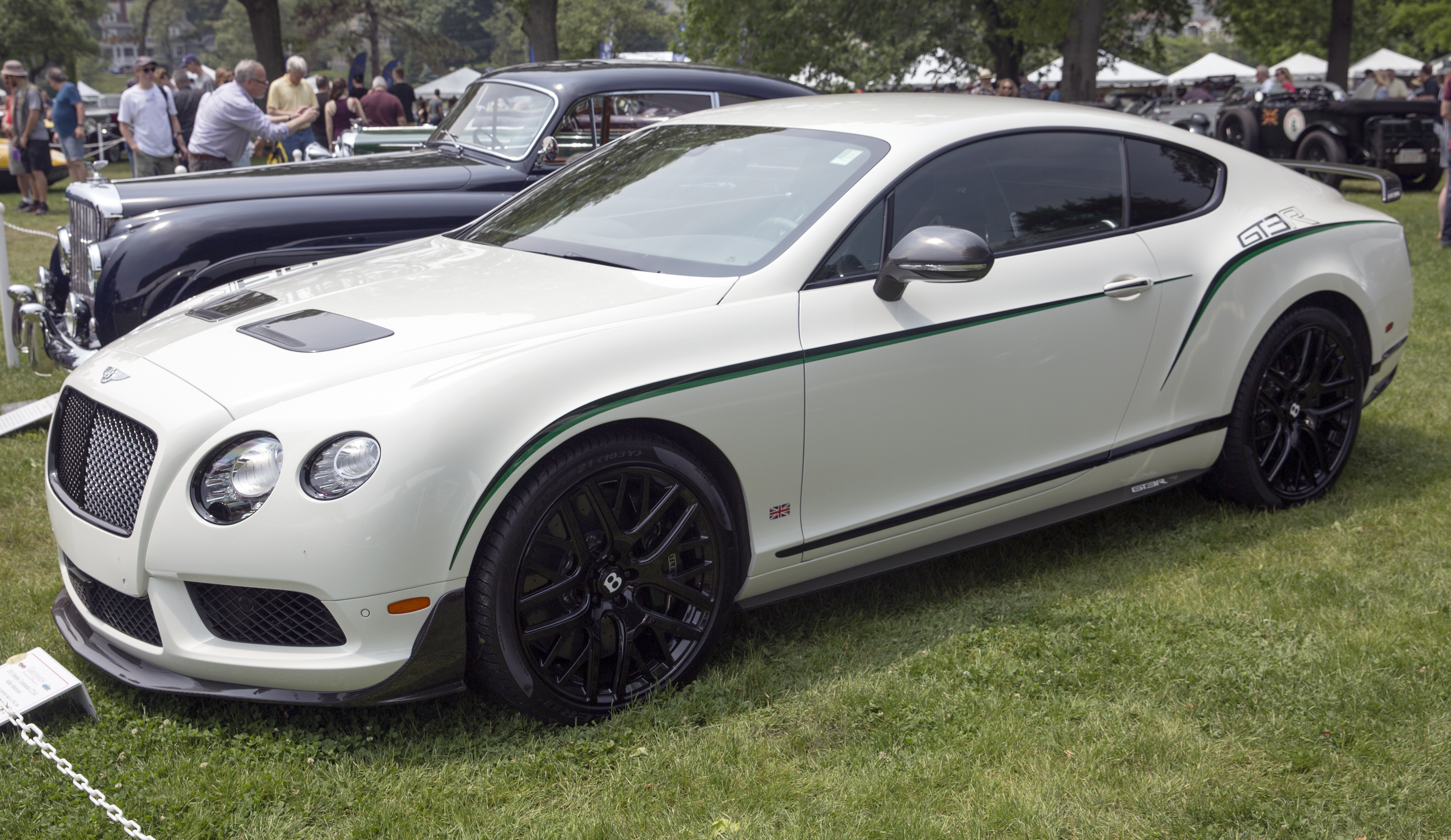
Bentley Continental GT3-R

Вдохновлённый спортивными успехами гоночной модели GT3, дорожный автомобиль GT3-R был создан по его образцу и подобию. Получился бескомпромиссный спортивный болид, ограниченный выпуск которого делает его чрезвычайно редким. Для некоторых водителей мощь и скорость — это всё, и именно им предназначена эта экстремальная модель.
В автомобиле широко применяется углеволокно, выхлопная система сделана из титана. С учётом того, что были убраны задние сиденья, модель стала на 100 килограммов легче самого лёгкого GT V8. Заниженный дорожный просвет и опущенный центр тяжести дали автомобилю образцовую управляемость, позволявшую очень быстро проходить повороты.
Увеличенной до 580 л.с. мощности версия двигателя V8, усовершенствованная, с более быстрым переключением передач, трансмиссия и меньший вес, позволили этой модели ускоряться быстрее любого дорожного автомобиля Bentley. До 60 миль в час GT3-R разгонялся всего за 3,6 секунды.

### Continental Supersports

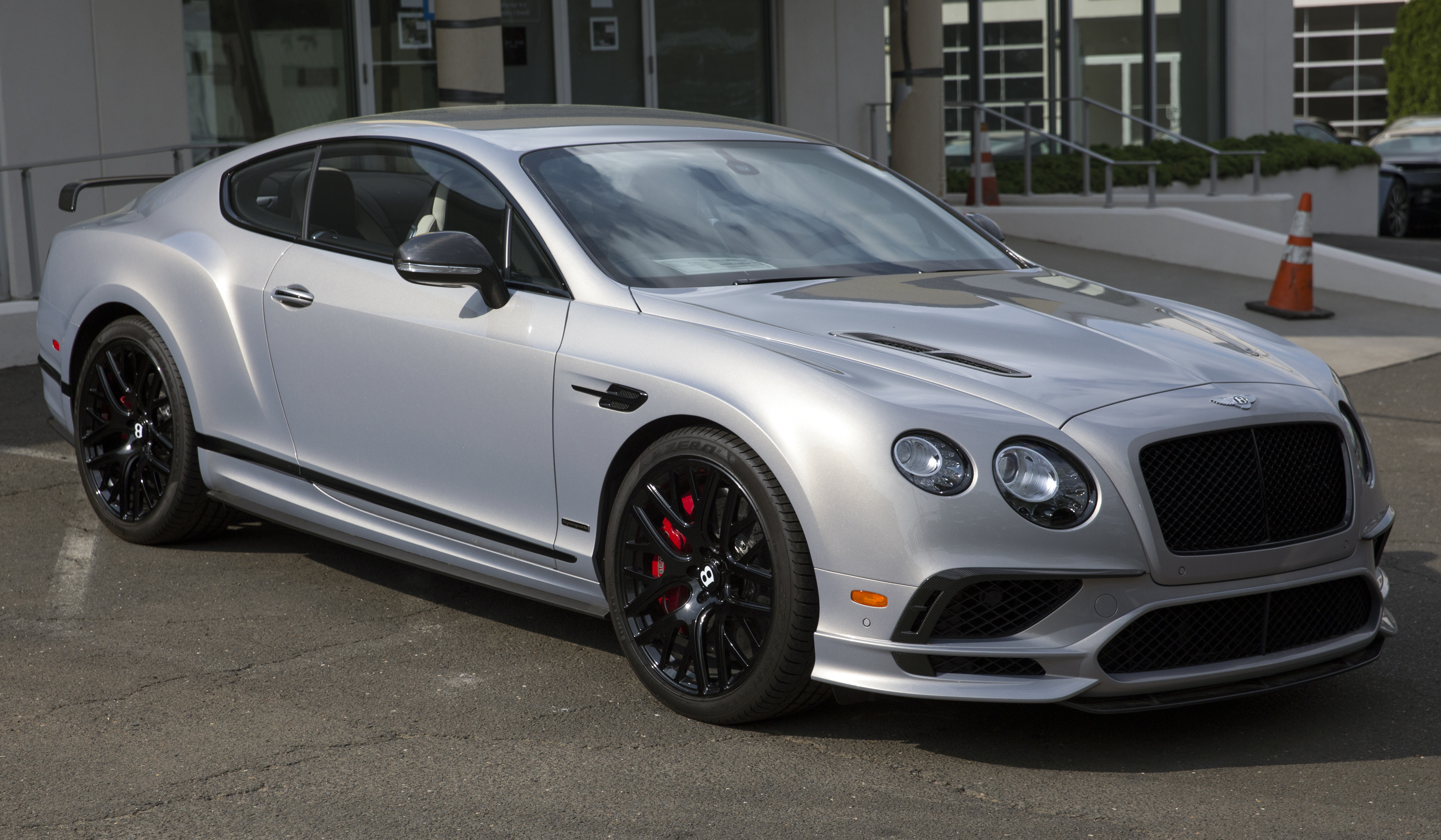
Bentley Continental Supersports

Запущенные в производство в 2017 году модели Supersports второго поколения вывели динамику автомобилей Bentley на новый уровень. Благодаря хорошей управляемости, стремительному разгону и впечатляющей максимальной скорости, эти купе и кабриолет были самыми впечатляющими автомобилями в своём классе.
Оригинальный дизайн кузова со вставками из углеродного волокна снаружи и внутри, не только снижал вес, но и придавал автомобилю дополнительные спортивные черты. Вентиляционные отверстия на капоте (у кабриолета их нет), низкие юбки под боковыми порогами и специальный диффузор сзади, улучшали аэродинамику и ещё больше усиливали стиль суперкара. Затенённые фары и задние фонари, тёмные 21-дюймовые колёса, чёрные глянцевые наконечники выхлопных труб и матовая решётка радиатора органично довершали вид. С первого взгляда было понятно, что Supersports — это самый мощный и быстрый из когда-либо созданных автомобилей Bentley.
Шестилитровый двигатель W12 был так настроен инженерами Bentley, что выдавал феноменальные 710 л.с. С таким мотором купе разгонялось до 60 миль в час (96,5 км/ч) за 3,4 секунды, достигая максимальной скорости 336 км/ч, самой высокой среди всех автомобилей Bentley. Кабриолет Supersports мог разогнаться до 60 миль в час за 3,7 секунды достигая невероятной максимальной скорости 330 км/ч. Дополнительная отдача двигателя достигалась благодаря новым высокоэффективным турбонагнетателям и усовершенствованной системе охлаждения воздуха наддува. Чтобы совладать с этой невероятной динамикой, автомобиль оснащался мощными карбоновыми тормозными дисками, сами большими дисками такого типа в мире, которые обеспечивали великолепное торможение с минимальной потерей эффективности, даже в экстремальных условиях.

## Третье поколение (2018—2024)

### Continental GT/GT Convertible

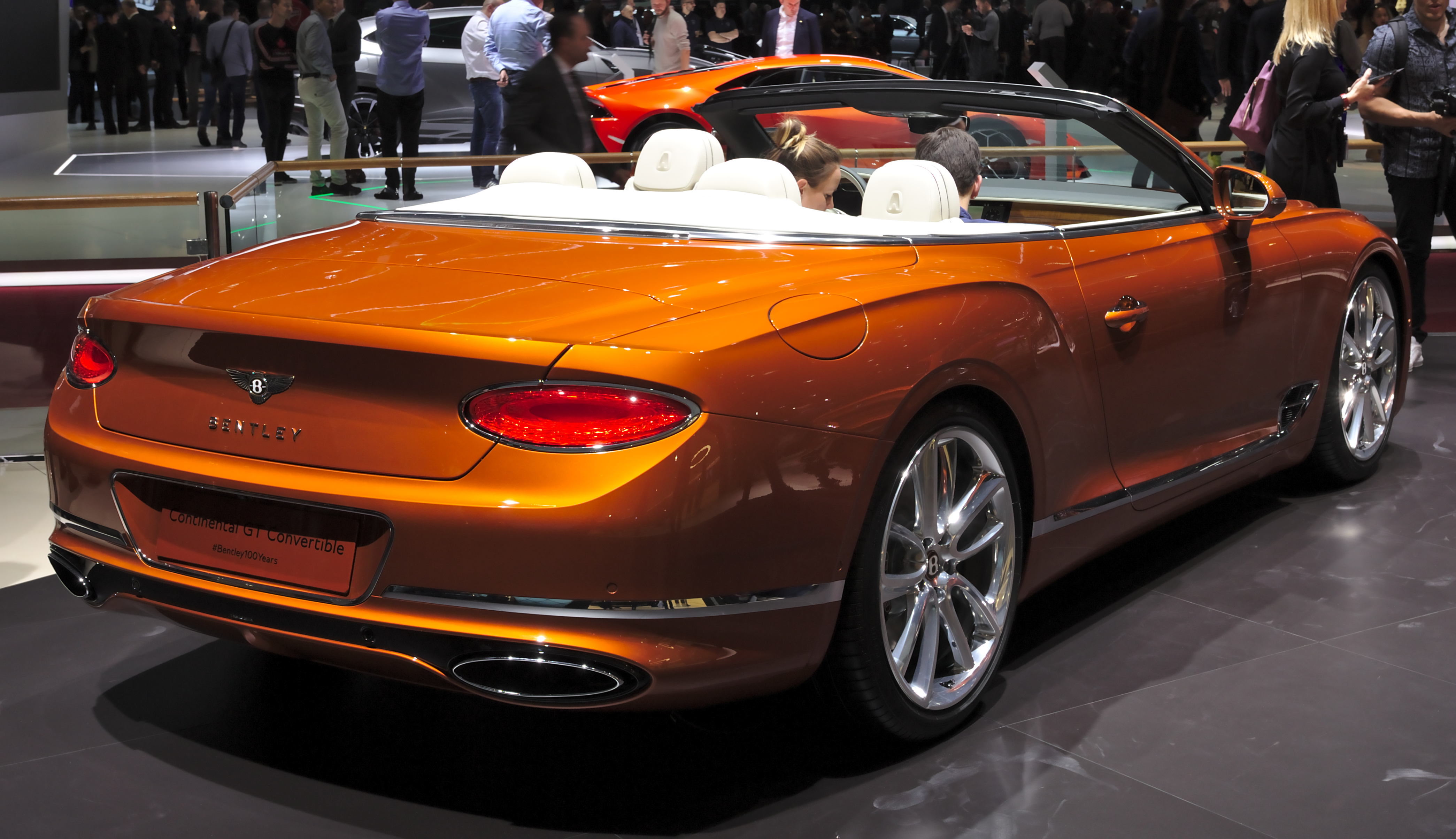
Bentley Continental GT Convertible

Мировой дебют купе GT третьего поколения состоялся 12 сентября 2017 года на автосалоне во Франкфурте. Было объявлено, что первые автомобили заказчики получат во втором квартале 2018 года.
Разработанная и изготовленная в Британии новая модель сочетает в себе роскошь ручной работы с передовыми технологиями, создавая лучший Grand Tourer из всех когда-либо производимых Bentley. В профиль автомобиль стал длиннее и ниже, благодаря расположению передних колес на 135 мм дальше вперед, что в свою очередь позволило удлинить капот и опустить нос. В фарах, внутренняя поверхность которых выполнена в виде множества граней,  используется матричная светодиодная технология. Сзади фонари, выполненные в форме эллипсов, повторяют силуэт выхлопных труб под ними.
Солидный внешний вид автомобиля создаётся кузовом изготовленным с использованием новейших технологий. Лёгкий и жёсткий он обеспечивает ориентированные на управляемость характеристики автомобиля. Четырёхместный салон и увеличенный багажный отсек добавили автомобилю практичности. Роскошный интерьер наполнен изысканными деталями. Так,  была проделана значительная работа по согласованию обширного ассортимента из пятнадцати цветов кожи для отделки и ковровых покрытий. Перед водителем располагается полностью цифровая панель приборов, рядом с которой разместился вращающийся дисплей, 12-дюймовый мультимедийный экран можно мгновенно заменить на три элегантных циферблата, термометр, компас и секундомер, или на глухую панель из дорогого шпона.
«Сердцем» автомобиля является существенно обновлённый шестилитровый с двумя турбокомпрессорами W-образный двенадцатицилиндровый двигатель. Он, впервые, объединён с восьмиступенчатой коробкой передач с двумя сцеплениями, что позволило переключать передачи значительно быстрее. А новое адаптивное шасси с пневмоэлементами обеспечивает исключительную управляемость при быстрой езде в любых дорожных условиях.
До 60 миль в час (96,5 км/ч) купе разгоняется за 3,6 секунды, максимальная скорость автомобиля достигает 333 км/ч.
Мягкий верх кабриолета Continental GT Convertible можно было поднять или опустить всего за 19 секунд на скорости до 50 км/ч. Одно нажатие кнопки, и роскошное купе превращается в кабриолет. Предлагалось семь вариантов расцветки крыши. В подогреваемые сиденья встроена система «воздушного шарфа», которая подаёт оптимально распределённый тёплый воздух для подогрева шеи и головы. Подогрев рулевого колеса и сидений, а также новая функция подогрева подлокотников делают поездку в открытом автомобиле комфортной в любую погоду. Открытый автомобиль разгоняется до 60 миль в час (96,5 км/ч) всего за 3,7 секунды и достигает максимальной скорости в 333 км/ч.

### Continental GT V8

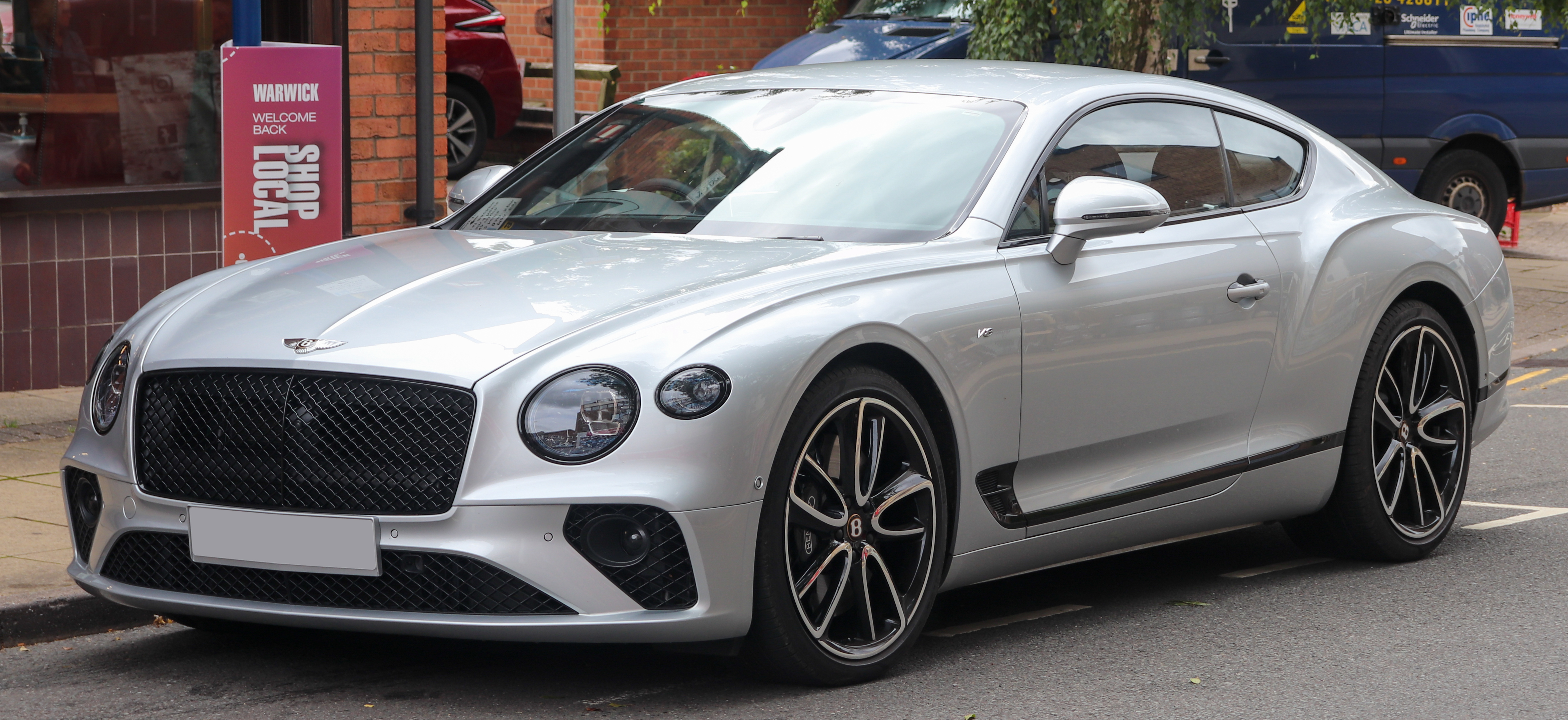
Bentley Continental GT V8

Представленные в 2019 году новое купе GT V8 и кабриолет GT V8 Convertible, оснащаются модернизированным четырёхлитровым V-образным восьмицилиндровым двигателем с двумя турбокомпрессорами мощностью 550 л.с. Помимо эмоционального спортивного звучания, создаваемого четырьмя стильными патрубками выхлопной системы, этот экономичный мотор позволяет автомобилю проехать на одной заправке более 800 километров. А благодаря лучшему распределению веса по осях, модели V8 стали более манёвренными и отзывчивыми на нажатие педали газа. Максимальная скорость автомобилей достигает 318 км/ч, а разгон до 60 миль в час у купе составляет 3,9 секунд и 4 секунды — у кабриолета.

### Continental GT Mulliner
Представленные летом кабриолет GT Mulliner Convertible, а осенью 2020 года купе GT Mulliner, были спроектированы и изготавливаются собственным подразделением Bentley по созданию заказных кузовов и оборудования. Обе модели имеют расширенный набор опций и позволяют клиенту создать свой уникальный автомобиль. Внешне модели отличаются оригинальной «под алмаз» облицовкой радиатора и новыми 22-дюймовыми колёсами с десятью спицами. Кузов может быть окрашен в цвет одного из 88 оттенков. Автомобили могут оснащаться как восьмицилиндровой, так и двенадцатицилиндровой силовой установкой.

### Continental GT Speed

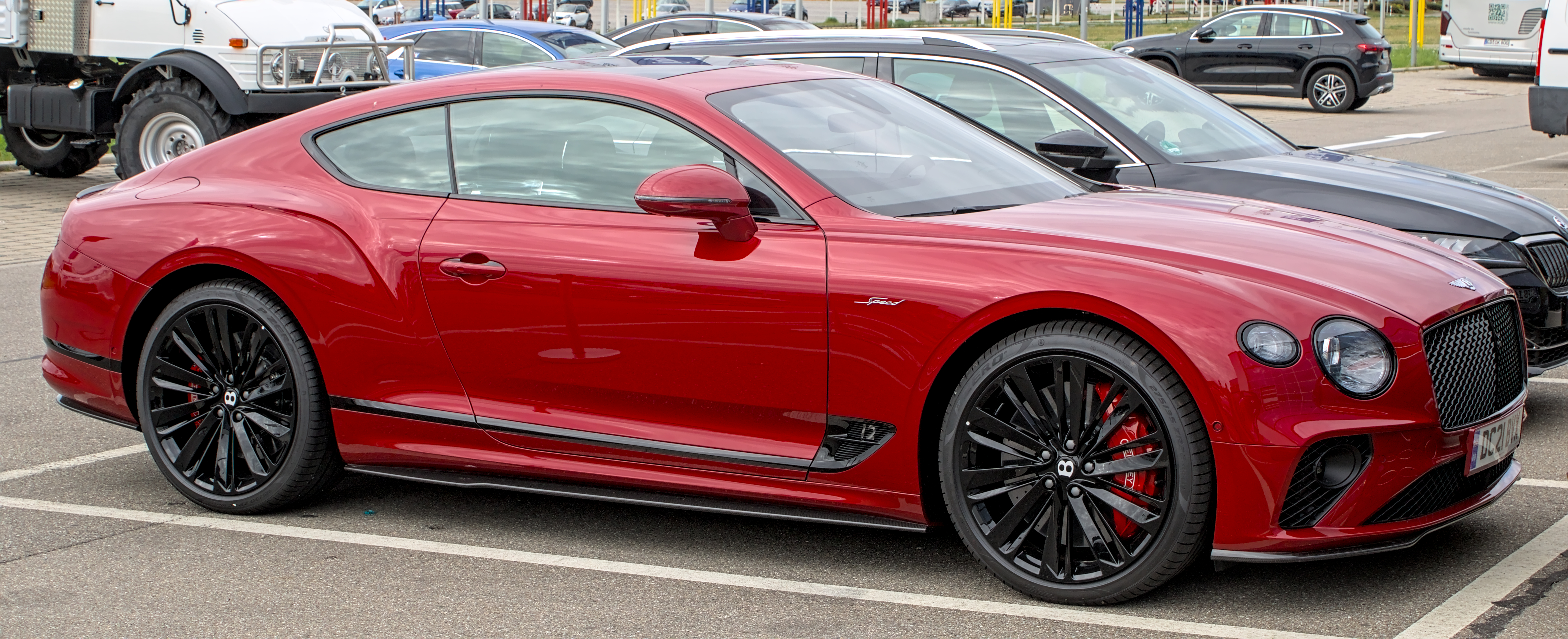
Bentley Continental GT Speed

Главной особенностью представленных весной 2021 году спортивного купе GT Speed и кабриолета GT Speed Convertible стало полноуправляемое шасси. На небольшой и средней скорости задние колёса автомобиля немного доворачиваются в сторону противоположную повороту передних. Так автомобиль быстрее реагирует на вращение руля, управление становиться более острым. На высокой же скорости задние колёса поворачиваются параллельно передним, что повышает устойчивость движения. Это, в сочетании с полным приводом и динамическим распределением крутящего момента между осями с помощью электронно управляемых дифференциалов, поднимает удовольствие от вождения на небывалую высоту. Оснащаются модели 659-сильной версией двигателя W12 в сочетании с перекалиброванной трансмиссией, что позволяет им достигать максимальной скорости 335 километров в час и разгоняться до 60 миль в час (96,5 км/ч) за 3,5 секунды купе и 3,6 секунды кабриолету.

## Четвёртое поколение (2024)
Continental GT четвертого поколения представили в июне 2024 года. Новый Continental GT - первый, кто получит гибридную установку Ultra Performance Hybrid, которая заменит W12. Мощность гибрида  - 771 л.с. Показатель вредных выбросов снизился до 50 граммов углекислого газа на 100 км, что выглядит сущим пустяком по сравнению с 311 граммами у Continental GT Speed с W12.

## Лучший автомобиль 2022 года в России
Bentley Continental GT Speed получила премию "Лучший автомобиль 2022 года в России в классе Купе люкс"

## В популярной культуре
Модель купе второго поколения представлена в Bentley DLC для Car Mechanic Simulator 2015.